# Internationale Filmfestspiele von Cannes 1960
Die 13. Internationalen Filmfestspiele von Cannes 1960 fanden vom 4. Mai bis zum 20. Mai 1960 statt.

## Wettbewerb
| Filmtitel                   | Regisseur                         | Produktionsland                     | Darsteller (Auswahl)                            |
| Die Ballade vom Soldaten    | Grigori Tschuchrai                | Sowjetunion                         |                                                 |
| Ein Brief, der nie ankam    | Michail Kalatosow                 | Sowjetunion                         |                                                 |
| Ching nu yu hun             | Han Hsiang Li                     | Taiwan, Hongkong                    |                                                 |
| Cidade Ameaçada             | Roberto Farias                    | Brasilien                           |                                                 |
| Die Dame mit dem Hündchen   | Iossif Cheifiz                    | Sowjetunion                         |                                                 |
| Die mit der Liebe spielen   | Michelangelo Antonioni            | Italien, Frankreich                 | Gabriele Ferzetti, Monica Vitti, Lea Massari    |
| Das Erbe des Blutes         | Vincente Minnelli                 | USA                                 | Robert Mitchum, Eleanor Parker, George Peppard  |
| Erste Prüfung               | Wladimir Petrow, Rangel Vulchanov | Sowjetunion, Bulgarien              |                                                 |
| Im Land der langen Schatten | Nicholas Ray                      | Frankreich, Italien, Großbritannien | Anthony Quinn, Yoko Tani, Peter O’Toole         |
| Die Jagd                    | Erik Løchen                       | Norwegen                            |                                                 |
| Das junge Mädchen           | Luis Buñuel                       | Mexiko, USA                         | Zachary Scott                                   |
| Die Jungfrauenquelle        | Ingmar Bergman                    | Schweden                            | Max von Sydow                                   |
| Kagi                        | Kon Ichikawa                      | Japan                               | Machiko Kyō                                     |
| Das Loch                    | Jacques Becker                    | Frankreich                          |                                                 |
| Macario                     | Roberto Gavaldón                  | Mexiko                              | Pina Pellicer                                   |
| Der neunte Kreis            | France Štiglic                    | Jugoslawien                         |                                                 |
| Pao aus dem Dschungel       | Astrid Henning-Jensen             | Dänemark                            |                                                 |
| La Procesión                | Francis Lauric                    | Argentinien                         |                                                 |
| Das schielende Glück        | Andrzej Munk                      | Polen                               | Bogumił Kobiela, Barbara Kwiatkowska            |
| Si le vent te fait peur     | Emile Degelin                     | Belgien                             |                                                 |
| Sonntags … nie!             | Jules Dassin                      | Griechenland                        | Melina Mercouri, Jules Dassin                   |
| Söhne und Liebhaber         | Jack Cardiff                      | Großbritannien                      | Trevor Howard, Dean Stockwell, Wendy Hiller     |
| Die Straßenjungen           | Carlos Saura                      | Spanien                             |                                                 |
| Stunden voller Zärtlichkeit | Peter Brook                       | Italien, Frankreich                 | Jeanne Moreau, Jean-Paul Belmondo               |
| Sujata                      | Bimal Roy                         | Indien                              | Nutan, Sunil Dutt                               |
| Das süße Leben*             | Federico Fellini                  | Italien, Frankreich                 | Marcello Mastroianni, Anita Ekberg, Anouk Aimée |
| Telegramme                  | Aurel Miheles, Gheorghe Naghi     | Rumänien                            |                                                 |
| Traumland Goldener Westen   | François Reichenbach              | Frankreich                          | Dokumentarfilm                                  |
| Wo der Teufel nicht hinkam  | Zdenek Podskalský                 | Tschechoslowakei                    | Vlastimil Brodský                               |

* = Goldene Palme

## Internationale Jury
In diesem Jahr hieß der Jurypräsident Georges Simenon. Er stand folgender Jury vor: Grigori Kosinzew, Diego Fabbri, Henry Miller, Hidemi Ima, Louis Chauvet, Marc Allégret, Maurice Le Roux, Max Lippmann, Simone Renant und Ulises Petit de Murat.

## Preisträger
- Goldene Palme: Das süße Leben

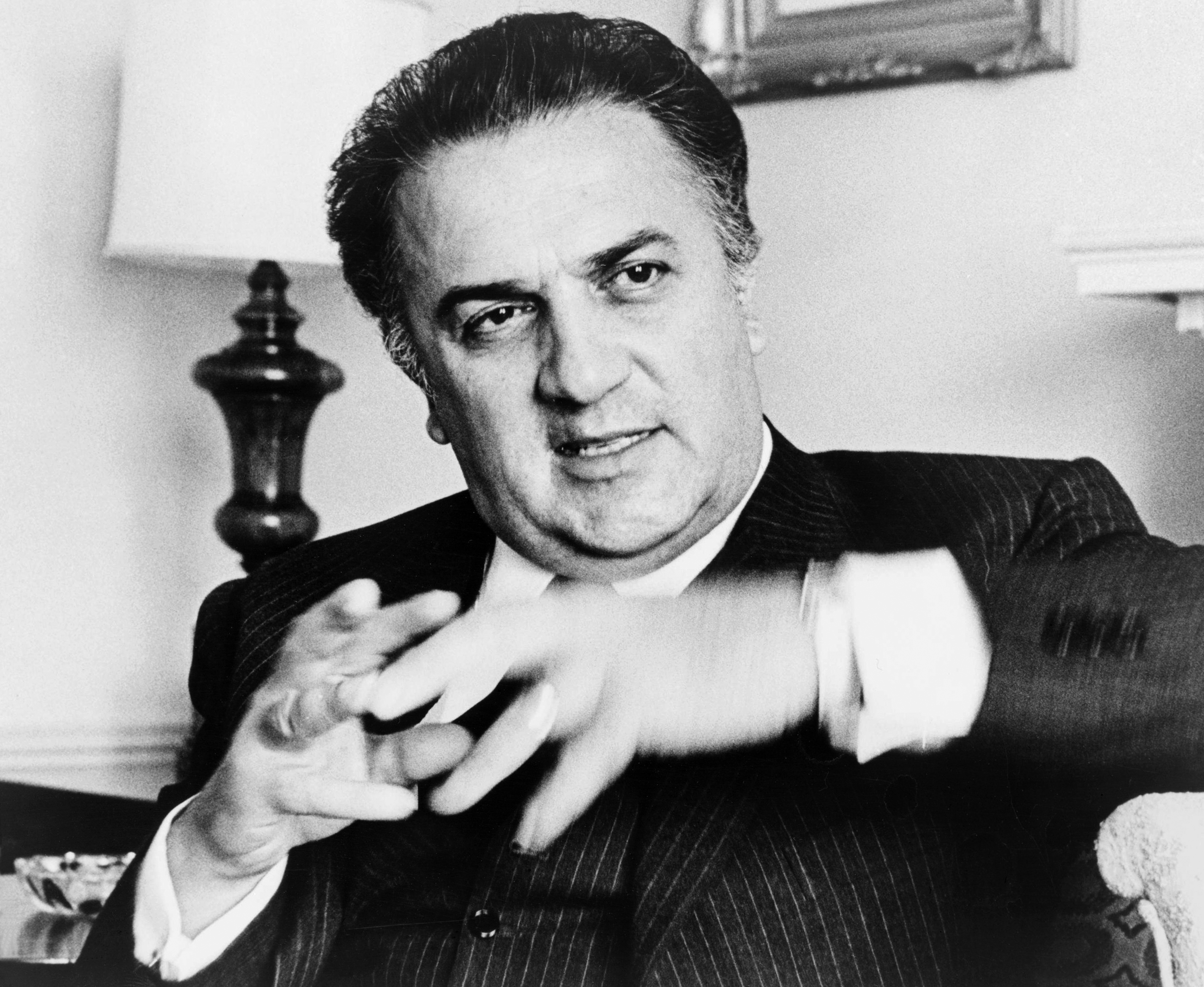
Federico Fellini

- Sonderpreis der Jury: Die mit der Liebe spielen und Kagi
- Beste Schauspielerin: Melina Mercouri für Sonntags... nie! und Jeanne Moreau für Stunden voller Zärtlichkeit